# 先锋物种
先锋物种（pioneer species）也称灾后群系（disaster taxon），是一个生态学概念，指得是一个生态环境的演替早期或中期阶段的优势物种，在生态恢复过程中常常被使用。对于一个受到破坏丧失原有动植物相的环境，因为大量生态位被空出，一些抢先恢复繁衍的物种因为缺少其它物种与之竞争，所以相对容易生存并发生辐射适应，称为当地生物群系中更有种群规模的生物群落。
对于不同的生态群落，先锋物种往往不同且有多种。用先锋物种搭建生态群落的方法称为物种框架方法。对于一个待恢复的生态群落，通常采用喜光的、易于传播的草本植物作为先锋物种，它们在演替的早期出现，可以改变地区土质，为其它动植物恢复定殖创造条件，这个阶段被称作先锋阶段。次生植被出现后，逐步进入群落的演替阶段或发育阶段，最终形成的稳定系统到达演替顶级。先锋物种在演替过程中可能被替代，比如于高大乔木的出现，喜光的草本植物往往不能适应树下阴暗潮湿的环境，从而被喜阴的植物替代。同样，先锋物种也可能会抑制后来物种的发展。
此外，一個關鍵種通過創造新的生態位可以促會先鋒種的引入，例如海狸引發洪水。
被选为先锋种的植物往往具备生长快，种子产量大，有较高的扩散能力等特点，通常会使用原生的植物，尽量不使用外来物种，避免难以预料的生态问题。动物很少被作为先锋物种提出，因为在植被条件不成熟时，食草动物种群也不能恢复。有时位于食物链底端的食草动物被称为先锋物种，食草动物的出现可以辅助植物传播，并可招引其他动物，有助于食肉动物的恢复种群。
先锋物种在生态恢复中也是可以忽略的。通过建立先锋物种搭建物种框架的办法在短期内很难恢复生态功能，因人为活动而造成的区域隔离和物种消失，仅靠自然是很难恢复生态群落的。对于这种情况，可以跳过先锋物种，不种植先锋物种，直接种植演化成熟阶段的植被来人为地恢复多样性。这就是生态恢复的另一种办法最大多样性方法。